# Relaciones Costa Rica-República de China
Las relaciones Costa Rica-Taiwán se refieren a las relaciones internacionales que existen entre Costa Rica y Taiwán, conocido oficialmente como República de China.

## Historia de las Relaciones Bilaterales Taiwán - Costa Rica

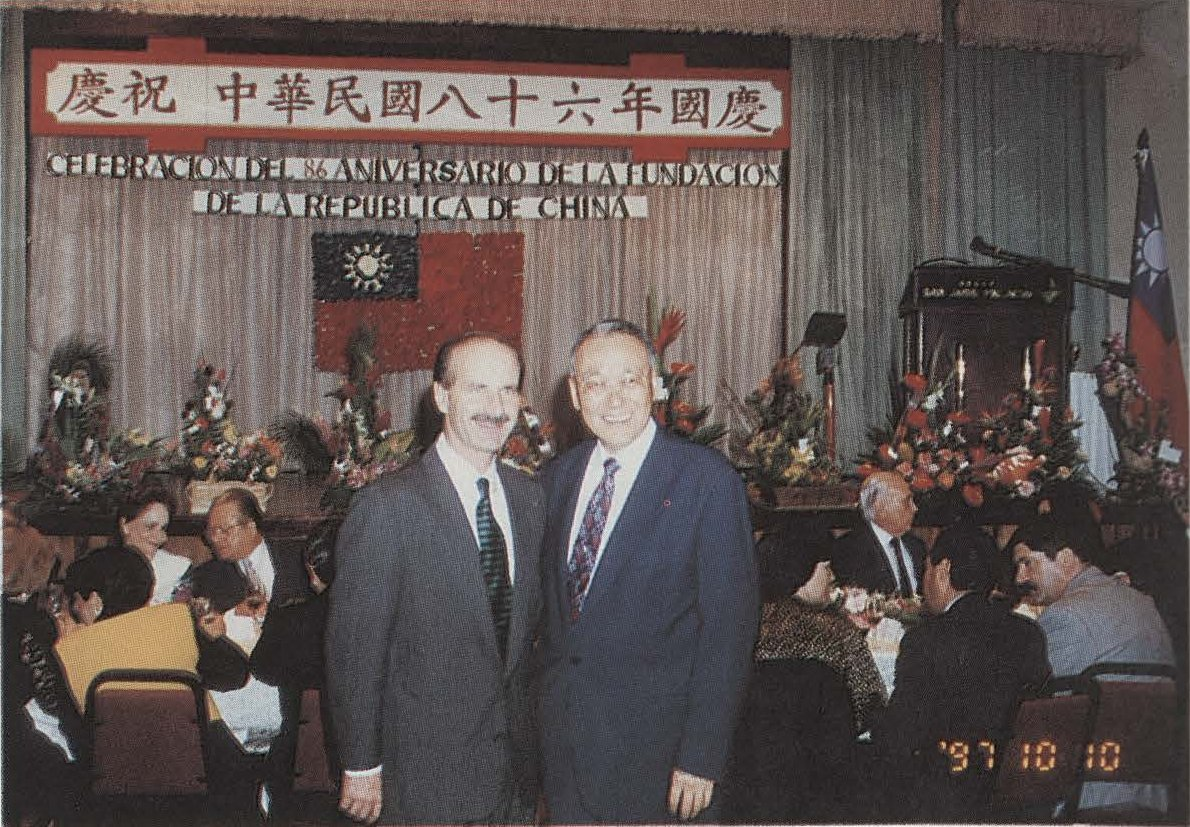
José María Figueres Olsen en la celebración del 86 aniversario de la fundación de la República de China

Las relaciones consulares entre Costa Rica y China se establecieron desde 1909, con el nombramiento de Charles Reeves como Cónsul de Costa Rica en Shanghái mientras las relaciones diplomáticas se oficializaron desde 1943 con la acreditación de Tu Yuen-tan como ministro plenipotenciario de China en Costa Rica.
Tras la guerra civil china en 1949, la Gran China vio su gobierno escindido en dos, la China Territorial, denominada desde entonces República Popular de China, y la Isla de Taiwán que alberga desde entonces a la denominada República de China. Ante esa situación, Costa Rica mantuvo las relaciones diplomáticas con la República de China que se afincó en la isla de Taiwán. Durante una relación de 60 años de amistad, Costa Rica recibió señales de amistad por medio de cooperación internacional con obras de infraestructura, programas económicos y sociales, así como numerosas becas donadas por el gobierno taiwanés, siendo el puente de La Amistad sobre el río Tempisque, la obra más importante, con un valor de 15 millones de dólares.

## Ruptura de Relaciones bilaterales Costa Rica - Taiwán
El 7 de junio de 2006, el entonces presidente de Costa Rica Óscar Arias Sánchez, vio como los medios de comunicación en Taiwán hicieron pública una visita secreta del entonces ministro de Relaciones Exteriores de Costa Rica, Bruno Stagno; a la República Popular China, en donde sin previas comunicaciones con Taiwán, se retomaban las relaciones diplomáticas con la República Popular China, ante el escándalo, por el manejo del rompimiento de relaciones, Óscar Arias anunció el rompimiento de las relaciones con la República de China en Taiwán, y el reconocimiento de la República Popular China como el único representante de China.
Costa Rica mantiene aún vínculos turísticos y comerciales con la isla de Taiwán, exentando el visado para los portadores del pasaporte de la República de China a partir del 13 de diciembre de 2016.